# Gongora lagunae
Gongora lagunae är en orkidéart som beskrevs av Günter Gerlach. Gongora lagunae ingår i släktet Gongora och familjen orkidéer.
Artens utbredningsområde är Venezuela. Inga underarter finns listade i Catalogue of Life.